# Clara Woltering
Clara Woltering, född 2 mars 1983 i Hiltrup, Münster, är en tysk handbollsmålvakt. Hon spelar sedan 2021 för Borussia Dortmund och har spelat över 200 landskamper för Tysklands landslag, sedan 2003.

## Klubblagskarriär
Woltering började spela handboll i DJK Eintracht Coesfeld VBRS, där hon också var aktiv i fotbollsdivisionen fram till 16 års ålder. Målvakten flyttade sedan till Bundesliga-klubben Bayer Leverkusen sommaren 2000. År 2002 var hon tvungen göra ett skadeuppehåll på sex månader på grund av en korsbandsruptur.  Säsongen 2003/2004 lånades hon ut till Borussia Dortmund. I Dortmund var hon ordinarie målvakt och genom sina prestationer blev hon uttagen i landslaget. Från 2004 var hon tillbaka i målet för Bayer Leverkusen, där den tidigare landslagsmålvakten Andreas Thiel ledde målvaktsträningen. 2002 och 2010 vann hon med Bayer Leverkusen den tyska pokalturneringen (cupen)..
Från och med säsongen 2011-2012 spelade hon för den montenegrinska klubben ŽRK Budućnost.  Med Budućnost vann hon det montenegrinska mästerskapet fyra gånger och den montenegrinska cupen fyra gånger. Större merit var två titlar i EHF Champions League. Sedan juli 2015 har hon haft kontrakt med Borussia Dortmund.  Med Dortmund förlorade tyska cupfinalen mot HC Leipzig 2016.  Efter säsongen 2018/2019 avslutade Woltering sin karriär. Hon blev då målvaktstränare i Borussia.  I oktober 2021 spelade Woltering för att Yara ten Holtes skadat sig.  

## Landslagskarriär
Clara Wolterings landslagdebut var den 22 november 2003 i Nagold mot Vitryssland. Woltering spelade sedan till 2017 222 matcher för landslaget'  Vid VM i Ryssland i december 2005 slutade Clara Woltering på sjätte plats med det tyska handbollslandslaget. Hennes enda medalj i ett mästerskap vann hon vid VM 2007. Vid EM 2006 och 2008 blev Tyskland pllacerade 4:a efter förlust i bronsmatchen. Hon slutade på 7:e plats  vid VM 2009 i Folkrepubliken Kina. Hon deltog även i VM 2013.  Efter VM 2017 avslutade hon sin internationella karriär. 

## Individuella utmärkelser
- 2015 blev hon utnämnd som EHF Champions League mest värdefulla spelare.[2]

- Hon har utsetts till Årets handbollsspelare i Tyskland av tidningen Handballwoche vid tre tillfällen; 2009, 2010 och 2017.